# Richeza van Berg
Richeza van Berg (circa 1095 - 27 september 1125) was van 1111 tot 1117 en van 1120 tot 1125 hertogin-gemalin van Bohemen.

## Levensloop
Ze was een dochter van graaf Hendrik I van Berg en Adelheid van Mochental. 
Rond het jaar 1110 huwde ze met hertog Wladislaus I van Bohemen. Ook haar andere zussen huwden met belangrijke heersers. In 1114 huwde ze haar zus Sophia met hertog Otto II van Olomouc en in 1115 huwde haar zus Salomea met hertog Bolesław III van Polen. Samen met Wladislaus kreeg ze vier kinderen:
- Swatawa
- Wladislaus II (1110-1174), hertog en daarna koning van Bohemen vanaf 1140.
- Děpold I van Jamnitz (gestorven in 1167)
- Jindřich

In 1125 koos Wladislaus op zijn sterfbed zijn familielid Otto II van Olomouc als de nieuwe hertog van Bohemen, wat ook de wens van Richeza was. Dit leidde echter tot een conflict met zijn jongere broer Soběslav, die ook hertog van Bohemen wilde worden. Nadat zijn moeder Swatawa bemiddelde, veranderde Wladislaus van mening en benoemde Soběslav tot zijn opvolger, waarna de broers zich verzoenden.
Na de dood van Wladislaus trok de ontevreden Richeza zich terug in de abdij van Zwiefalten. Op weg naar de abdij stierf ze echter. Ze werd begraven in de abdij van Reichenbach.